# ماسسيو (أين)
ماسسيو (بالفرنسية: Massieux)‏ هي بلدية فرنسية تقع في إقليم الأين في فرنسا. رمز إنسي لها هو:1238. أما الرمز البريدي لها فهو: 1600.

## توأمة
لماسسيو (أين) اتفاقيات توأمة مع:
- أوريكولا